# Sylvestre François Lacroix
Sylvestre François Lacroix (Paris, 28 de abril de 1765 — Paris, 24 de maio de 1843) foi um matemático francês.
Autor do Tratado de cálculo diferencial e do cálculo integral (no original Traité du calcul différentiel et du calcul intégral, Chez Courcier, Paris, 1797-1798), e teve uma grande influência no século XIX.

Durante sua carreira, ele produziu uma série de livros importantes em matemática. Traduções desses livros para o idioma inglês foram usadas em universidades britânicas, e os livros permaneceram em circulação por quase 50 anos.

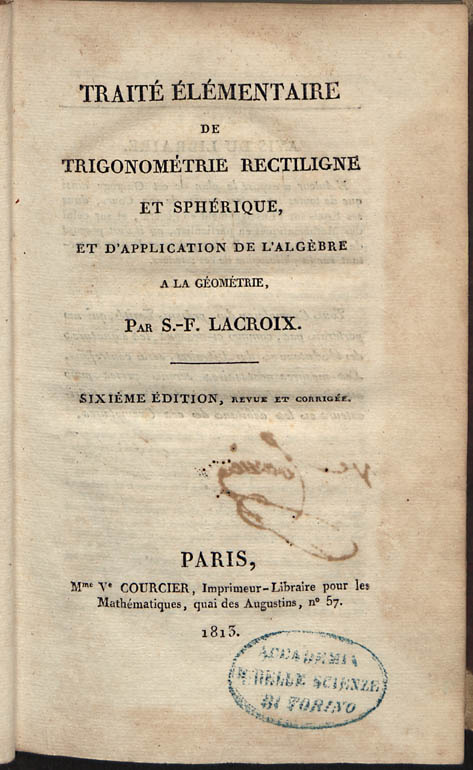
Traité élémentaire de trigonométrie rectiligne et sphérique, et d'application de l'algèbre à la géométrie, 1813

## Obras
- Traité du Calcul Différentiel et du Calcul Intégral, Courcier, Paris, 1797-1800.
  - 1797: Premier Tome
  - 1798: Tome Second
  - 1800: Tome 3: Traité des Differences et des Séries
- 1802: Traité Élémentaire du Calcul Différentiel et du Calcul Intégral
  - Revisado e republicado várias vezes; a 9ª edição apareceu em 1881
- 1804: Complément des Élémens d'algèbre, à l'usage de l'École Centrale des Quatre-Nations, Courcier, Paris, 5a. edição  (1825)
- 1814: Eléments de Géométrie à l'usage de l'École Centrale des Quatre-Nations, 10a. edição
- 1816: Traité élémentaire de calcul des probabilités, Paris, Mallet-Bachelier
- 1816: Essais sur l'Enseignement en Général, et sur celui des Mathématiques en Particulier